# 小行星23403
小行星23403（23403 Boudewijnbuch）是一颗绕太阳运转的小行星，为主小行星带小行星。该小行星于1971年3月19日发现。

## 轨道参数
小行星23403的轨道半长轴为360 186 983 km，2.4076670 UA，离心率为0.237。